# Calendário (Vila Nova de Famalicão)
Calendário é uma localidade portuguesa do Município de Vila Nova de Famalicão que foi sede da extinta Freguesia de Calendário, freguesia que tinha 7,01 km² de área e 11 667 habitantes (2011), e, por isso, uma densidade populacional de 1 664,3 hab/km².
A Freguesia de Calendário foi extinta em 2013, no âmbito de uma reforma administrativa nacional, tendo sido agregada à Freguesia de Vila Nova de Famalicão para formar uma nova freguesia denominada União das Freguesias de Vila Nova de Famalicão e Calendário com sede em Vila Nova de Famalicão.

## População
| População da freguesia de Calendário | População da freguesia de Calendário | População da freguesia de Calendário | População da freguesia de Calendário | População da freguesia de Calendário | População da freguesia de Calendário | População da freguesia de Calendário | População da freguesia de Calendário | População da freguesia de Calendário | População da freguesia de Calendário | População da freguesia de Calendário | População da freguesia de Calendário | População da freguesia de Calendário | População da freguesia de Calendário | População da freguesia de Calendário |
| ------------------------------------ | ------------------------------------ | ------------------------------------ | ------------------------------------ | ------------------------------------ | ------------------------------------ | ------------------------------------ | ------------------------------------ | ------------------------------------ | ------------------------------------ | ------------------------------------ | ------------------------------------ | ------------------------------------ | ------------------------------------ | ------------------------------------ |
| 1864                                 | 1878                                 | 1890                                 | 1900                                 | 1911                                 | 1920                                 | 1930                                 | 1940                                 | 1950                                 | 1960                                 | 1970                                 | 1981                                 | 1991                                 | 2001                                 | 2011                                 |
| 1 117                                | 1 296                                | 1 615                                | 1 815                                | 2 266                                | 2 340                                | 2 724                                | 3 238                                | 4 255                                | 5 205                                | 6 346                                | 7 974                                | 8 972                                | 10 697                               | 11 667                               |

## Património
- Castro de São Miguel-o-Anjo, ou estação arqueológica de São Miguel-o-Anjo
- Capela de São Miguel-o-Anjo
- Capela de Nossa Senhora de Fátima
- Capela de Santa Catarina
- Igreja de São Julião

## Festividades
- Nossa Senhora dos Remédios e Almas - segundo domingo de maio
- Santa Catarina - último domingo de junho
- São Miguel-o-Anjo - dia 29 de setembro e domingo seguinte

## Museus
- Museu da Indústria têxtil

## Bairros
- Magida
- Fontelo (Calendário)
- Cal
- Ribainho
- Barrimau
- Lage
- S. Miguel-o-Anjo
- Rorigo
- Castela (Calendário)
- Outeiro (Calendário)
- Covêlo
- Pelhe
- Bairral
- Alto Bairral
- Aldeia Nova
- Aldeia do Sol
- Vitória
- Seara Nova
- S. Julião
- Louredo

## Política

### Eleições autárquicas (Junta de Freguesia)
| Partido | 1976 | 1976 | 1979 | 1979 | 1982 | 1982 | 1985 | 1985 | 1989 | 1989 | 1993 | 1993 | 1997 | 1997 | 2001 | 2001 | 2005 | 2005 | 2009 | 2009 |
| Partido | %    | M    | %    | M    | %    | M    | %    | M    | %    | M    | %    | M    | %    | M    | %    | M    | %    | M    | %    | M    |
| ------- | ---- | ---- | ---- | ---- | ---- | ---- | ---- | ---- | ---- | ---- | ---- | ---- | ---- | ---- | ---- | ---- | ---- | ---- | ---- | ---- |
| CDS-PP  | 45,9 | 5    |      |      | 21,3 | 4    | 4,7  | -    | 6,3  | -    | 16,5 | 2    |      |      |      |      |      |      |      |      |
| PS      | 23,9 | 2    | 26,7 | 4    | 28,0 | 5    | 24,0 | 3    | 44,2 | 6    | 45,1 | 7    | 44,8 | 6    | 28,4 | 4    | 37,9 | 5    | 44,0 | 6    |
| PPD/PSD | 14,0 | 1    |      |      | 32,8 | 7    | 52,9 | 8    | 38,8 | 6    | 25,2 | 3    |      |      |      |      |      |      |      |      |
| IND     | 12,9 | 1    |      |      |      |      |      |      |      |      |      |      | 42,2 | 6    | 17,3 | 2    |      |      |      |      |
| AD      |      |      | 53,1 | 7    |      |      |      |      |      |      |      |      |      |      |      |      |      |      |      |      |
| APU/CDU |      |      | 17,9 | 2    | 14,6 | 3    | 15,6 | 2    | 7,7  | 1    | 10,3 | 1    | 9,0  | 1    | 8,2  | 1    | 9,0  | 1    | 5,7  | -    |
| PSD-CDS |      |      |      |      |      |      |      |      |      |      |      |      |      |      | 43,1 | 6    | 48,7 | 7    | 44,6 | 7    |